# Erysiphe palczewskii
Erysiphe palczewskii är en svampart som först beskrevs av Arthur Louis Arthurovic de Jaczewski, och fick sitt nu gällande namn av U. Braun & S. Takam. 2000. Erysiphe palczewskii ingår i släktet Erysiphe och familjen Erysiphaceae.   Inga underarter finns listade i Catalogue of Life.
I den svenska databasen Dyntaxa används istället namnet Microsphaera palczewskii för samma taxon.  Arten är reproducerande i Sverige.